# Distrito de Malvern Hills
Malvern Hills es un distrito no metropolitano del condado de Worcestershire (Inglaterra). Tiene una superficie de 577,07 km². Según el censo de 2001, Malvern Hills estaba habitado por 72 172 personas y su densidad de población era de 125,06 hab/km².